# نوكيا E70
نوكيا E70 هو أحد أجهزة نوكيا، شركة الهواتف والتقنية النقالة. يأتي هذا الجهاز مع شاشة نوعها 352 * 416 24-بت (16.7 مليون) لون. تم إصدار هذا الجهاز في 2006. أما بالنسبة لوضعية إنتاجه الحالية فلا يزال يُنتج. تقنيته/تردده هي GSM (Americas) or GSM/UMTS (Europe/Asia). جيل الجهاز هو BB5.0. عامل الشكل (التصميم) للجهاز هو "قطعة حلوى (لوحة مفاتيح منقلبة).